# Antonio Riva (Generaldirektor)

Antonio Riva (1982)

Antonio Riva (* 27. Dezember 1935 in Lugano; † 11. Dezember 2020 im Tessin) war ein Schweizer Jurist und Programmdirektor. Er führte von 1988 bis 1996 die Schweizerische Radio- und Fernsehgesellschaft (SRG) als Generaldirektor.

## Leben
Antonio Riva besuchte die Sekundarschule in Engelberg und studierte anschliessend Rechtswissenschaften an der Universität Bern.
Riva arbeitete ab 1966 bei Televisione Svizzera Italiana (TSI heute RSI). Im Jahr 1975 wurde er Abteilungsleiter «Information». Zuletzt «Programmchef Information» wechselte er 1982 als «Direktor der Programmdienste» in der Generaldirektion in Bern. Nach seiner Wahl zum Generaldirektor im April 1987 übernahm er 1988 das Amt als Nachfolger von Leo Schürmann.
In der Zeit der Liberalisierung der Schweizer Medienlandschaft entwickelte Riva die SRG als Service-public-Unternehmen weiter. Die «Radio e Televisiun Rumantscha» (RTR) wurde 1995 eine unabhängige Unternehmenseinheit. Für den damaligen Auslandsdienst der SRG erfolgte der Ausbau zum «Schweizer Radio International» (SRI) ausgebaut und die frühere «Teletext AG» konnte besser positioniert werden. Die neue Senderkette «S Plus» (1995–1997 Schweiz 4) wurde jedoch von seinem Nachfolger eingestellt. Mit «diplomatischem Geschick» ermöglichte Riva den Zugang zu Eurosport, Euronews und Arte und «stärkte die Rolle der SRG im internationalen Verbund». Ende August 1996 ging er in den vorzeitigen Ruhestand und übergab das Amt an Armin Walpen.
Antonio Riva starb am 11. Dezember 2020 im Alter von 84 Jahren.

## Mitherausgeber
- mit Hanns Abele: Aktuelle Problemfelder im Rundfunk. Qualität, Unabhängigkeit, Personal. Potsdam 2004. ISBN 978-3-935035-74-3.

## Belege
1. 1 2 3  srgssr.ch: Antonio Riva, ehemaliger Generaldirektor der SRG, ist gestorben. (Nachruf mit Foto, vom 14. Dezember 2020, abgerufen am 4. März 2022)
2. ↑  Tages-Anzeiger: Todesanzeige der SRG SSR (PDF, abgerufen am 4. März 2022)

| Personendaten    | Personendaten                                      |
| ---------------- | -------------------------------------------------- |
| NAME             | Riva, Antonio                                      |
| KURZBESCHREIBUNG | Schweizer Programmchef und Generaldirektor der SRG |
| GEBURTSDATUM     | 27. Dezember 1935                                  |
| GEBURTSORT       | Lugano, Schweiz                                    |
| STERBEDATUM      | 11. Dezember 2020                                  |
| STERBEORT        | Tessin, Schweiz                                    |